# Cyphon unguiculatus
Cyphon unguiculatus is een keversoort uit de familie moerasweekschilden (Scirtidae). De wetenschappelijke naam van de soort werd in 1950 gepubliceerd door Nyholm.